# One Direction
One Direction (abreviată 1D) este o formație de muzică pop de băieți din Londra, ai cărei membri sunt Niall Horan, Liam Payne, Harry Styles și Louis Tomlinson. Aceasta a fost formată în cel de-al șaptelea sezon al emisiunii The X Factor din 2010, unde a obținut locul al treilea, performanță în urma căreia a semnat un contract cu Syco Music, casa de discuri a lui Simon Cowell. Propulsate spre succesul internațional de puterea rețelelor de socializare, albumele Up All Night și Take Me Home, lansate în 2011 și respectiv 2012, au doborât mai multe recorduri, au dominat clasamentele din majoritatea piețelor importante și au generat piese de succes precum „What Makes You Beautiful”, „Live While We're Young”, „Story of My Life” și „Steal My Girl”.
Deseori descris ca fiind parte a unei noi „invazii britanice” în Statele Unite ale Americii, grupul a vândut peste 14 milioane de discuri single și 8 milioane de albume, potrivit companiei Modest! Management. Printre realizările lor se numără cinci premii BRIT, patru premii MTV Video Music Awards, unsprezece premii MTV Europe Music Awards și nouăsprezece premii Teen Choice Awards din 19 nominalizări. Potrivit lui Nick Gatfield, directorul general al Sony Music Entertainment UK, One Direction a reprezentat un imperiu de afaceri de 50 de milioane de dolari până în iunie 2012. Ei au fost numiți „Cel mai bun artist nou” din 2012 de revista Billboard, în timp ce Huffington Post a numit 2012 „Anul One Direction”. Conform Sunday Times Rich List, până în aprilie 2013, averea combinată a membrilor este de 25 de milioane de lire sterline, fiind din acest punct de vedere a doua formație din Regatul Unit cu cei mai bogați muzicieni cu vârste sub 30 de ani. Același lucru a fost conirmat și de revista Forbes în 2014, dezvăluind faptul că formația a obținut 75 de milioane de dolari din iunie 2013 până în iunie 2014.
După lansarea lui Four, One Direction a devenit prima formație din istoria clasamentului american Billboard 200 care a avut patru albume care au debutat în clasament pe prima poziție. Deși a fost lansat la sfârșitul lunii noiembrie, cel de-al treilea album al lor, Midnight Memories, a fost cel mai bine vândut album la nivel mondial din anul 2013. În 2014, publicația Billboard a numit One Direction drept Formația Anului. Membrii formației vor lua o pauză după lansarea celui de-al cincilea album al lor, în martie 2016, pentru a urma cariere solo.

## Istoric

### 2010-2011:The X Factor, formarea și contractul

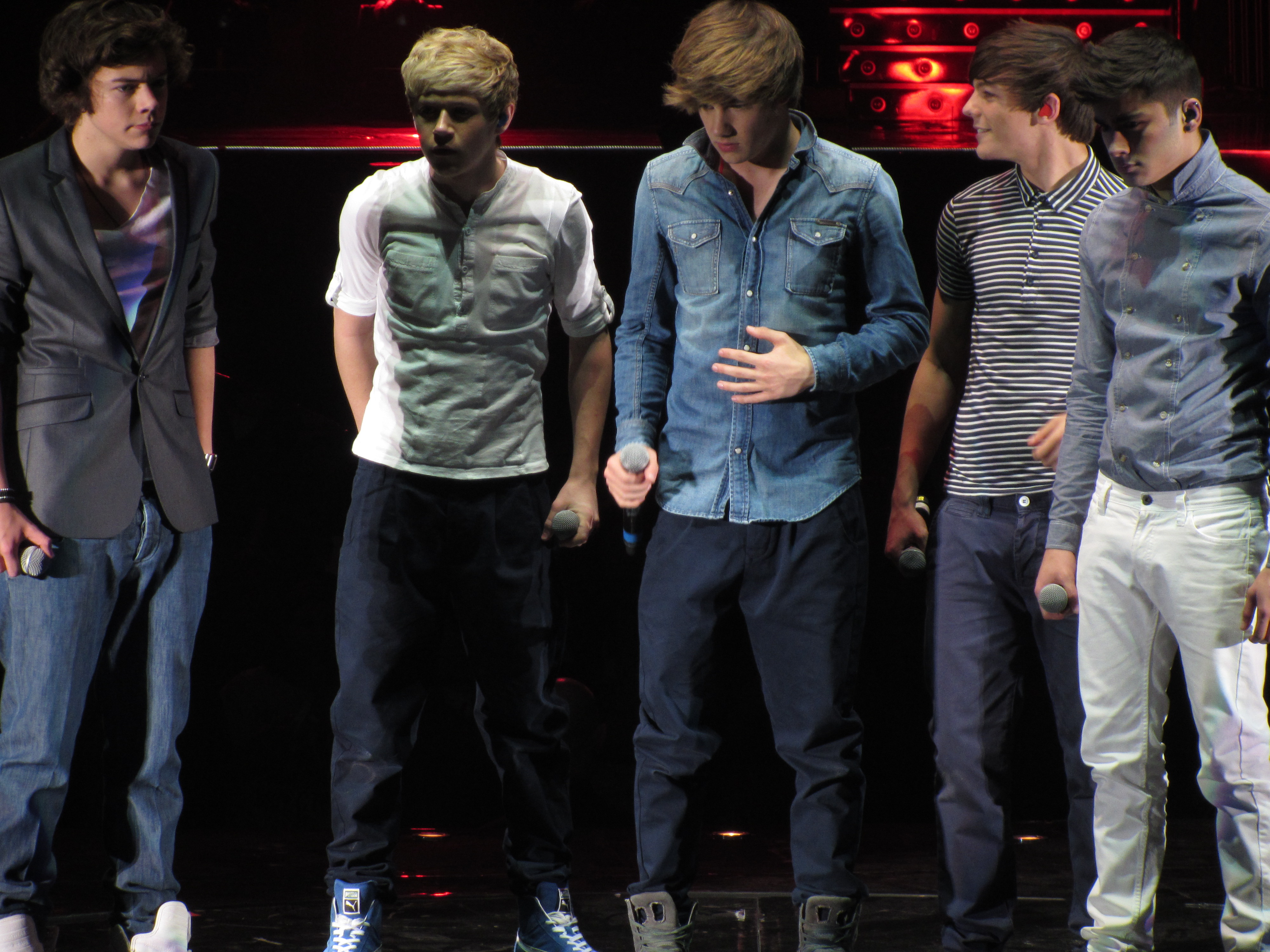
One Direction în cadrul turneului X Factor în 2011

În 2010 Niall Horan, Zayn Malik, Liam Payne, Harry Styles și Louis Tomlinson au participat în calitate de candidați solo la audițiile pentru cel de-al șaptelea sezon al concursului muzical britanic The X Factor. Nereușind să treacă în categoria „Băieți” în „casele juriului”, 
Ulterior, grupul s-a reunit timp de două săptămâni pentru a se cunoaște reciproc și a repeta. Harry Styles a sugerat numele „One Direction”. Primul cântec pe care One Direction l-a interpretat ca și grup, dar și pentru calificarea în „casele juriului” a fost o versiune acustică a piesei „Torn”. Formația a câștigat rapid popularitate în Regatul Unit, ocupând loculul al treilea în finala concursului The X Factor. La scurt timp după aceea a fost confirmat că One Direction a semnat un contract de 2 milioane £ cu casa de discuri Syco Music. Înregistrarea albumului de debut a început în ianuarie 2011, când formația a zburat la Los Angeles pentru a lucra cu producătorul RedOne. O lună mai târziu, HarperCollins a publicat cartea biografică One Direction: Forever Young (Our Official X Factor Story), care a dominat lista celor mai vândute cărți întocmită de Sunday Times. Tot în februarie 2011 One Direction a participat împreună cu alți foști concurenți la Turneul X Factor Live, care a adunat peste 500.000 de persoane de-a lungul Regatului Unit. După ce turneul s-a încheiat în aprilie 2011, grupul a continuat să lucreze la albumul de debut. Înregistrările au avut loc în Stockholm, Londra și Los Angeles, iar printre producătorii cu care au colaborat s-au numărat Carl Falk, Savan Kotecha, Steve Mac, Rami Yacoub și alții.

### 2011-12:Up All Nightși succesul internațional

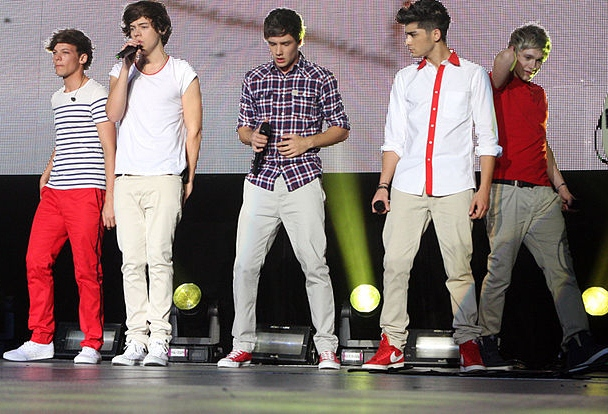
One Direction în timpul turneului Up All Night, aprilie 2012

Lansat în septembrie 2011, discul single de debut al formației, „What Makes You Beautiful”, a ocupat primul loc în clasamentul muzical britanic, devenind totodată cel mai precomandat single din istoria companiei Sony Music Entertainment. Următoarele discuri single, „Gotta Be You” și „One Thing”, s-au clasat de asemenea în primele zece locuri ale clasamentului muzical britanic. În noiembrie 2011 formația a semnat un contract cu casa de discuri Columbia Records pentru America de Nord. Steve Barnett, copreședintele Columbia Records, a declarat că nu a fost o decizie dificilă să semneze cu One Direction: „Alți artiști din acea categorie au devenit un pic mai în vârstă. Am crezut că a fost un gol și poate că ei ar putea profita și să-l țină.” Piesa „What Makes You Beautiful” a fost lansată oficial în SUA în februarie 2012, ocupând locul 28 în clasamentul Billboard Hot 100 și devenind cel mai mare debut pentru un act britanic din 1998. Aceasta a urcat până pe poziția a patra și s-a vândut în peste 3 milioane de unități în SUA. După sosirea în SUA în februarie 2012, One Direction a participat la o petrecere de promovare organizată de un post de radio, precum și la primul ei turneu din America de Nord, cântând în deschidere pentru formația Big Time Rush. Prima lor apariție televizată din SUA a fost la emisiunea Today din 12 martie 2012, când aproximativ 15.000 de fani s-au strâns în fața studioului din Rockefeller Center. Lăudat pentru succesul său în rândul adolescenților, primul lor album de studio, Up All Night, a fost lansat la nivel global la începutul anului 2012. Acesta a devenit cel mai rapid vândut album de debut din 2011 din Regatul Unit, dominând topurile muzicale din șaisprezece țări. Albumul a ocupat prima poziție în Billboard 200, One Direction devenind prima formație britanică din istoria clasamentului care obține primul loc cu albumul de debut. Pentru această performanță ei au intrat în Guinness World Records. Up All Night a devenit de asemenea primul album al unei trupe de băieți care s-a vândut în 500.000 de unități digitale în SUA, iar din august 2012, în peste 3 milioane de exemplare la nivel mondial.
One Direction a participat la Premiile BRIT 2012, unde piesa „What Makes You Beautiful” a câștigat premiul pentru Cel mai bun single britanic. În aprilie 2012 o formație din SUA cu același nume a intentat un proces pentru încălcarea drepturilor de autor. Potrivit acestuia, formația americană a folosit numele de „One Direction” încă din 2009, a înregistrat două albume și a depus o cerere pentru înregistrarea mărcii în SUA în februarie 2011. Ei au declarat că aveau dreptul la de trei ori profiturile realizate de trupa britanică, precum și la daune compensatorii de peste 1 milion USD. Procesul a susținut că Syco și Sony Music „au ales să ignore drepturile reclamantului și le-au încălcat în mod voit” după ce au descoperit la începutul lui 2011 că cele două formații au același nume. BBC a raportat în septembrie 2012 că grupul britanic a câștigat disputa legală asupra dreptului de păstrare a numelui, iar trupa din SUA și-a schimbat numele în Shores Neexplorate. Redenumirea a fost anunțată într-o declarație comună conform căreia ambele grupuri au fost mulțumite de rezultat.
În decembrie 2011 One Direction a pornit în primul său turneu oficial în Regatul Unit, Up All Night Tour. La începutul lui 2012 ei au anunțat etapele din Australia și America de Nord, care s-au desfășurat în perioada aprilie-iulie 2012. Turneul a cuprins 62 de concerte, reprezentând un succes atât din punct de vedere critic, cât și comercial. În mai 2012 a fost lansat un DVD care conține înregistrarea unui concert din timpul turneului, Up All Night: The Live Tour; acesta a dominat topurile muzicale din douăzeci și cinci de țări și a fost vândut în peste 1 milion de copii până în august 2012. Prima carte autorizată despre One Direction, Dare to Dream: Life as One Direction, a fost publicată în SUA pe 22 mai 2012, fiind clasată pe primul loc în lista întocmită de New York Times. În iunie 2012 Nick Gatfield, director general al Sony Music Entertainment UK, a declarat că se așteaptă ca One Direction să reprezinte o afacere de 100 de milioane USD în 2013. „Ceea ce s-ar putea să nu știți despre One Direction este faptul că ei reprezintă deja o afacere de 50 de milioane USD și că este o cifră pe care o așteptăm să se dubleze anul viitor.” În august 2012 vânzările grupului au depășit 8 milioane de discuri single, 3 milioane de albume și 1 milion de DVD-uri. Tot atunci ei au interpretat piesa „What Makes You Beautiful” la ceremonia de închidere a Jocurilor Olimpice de vară din 2012 de la Londra. One Direction a câștigat pe 6 septembrie 2012 cele trei nominalizări de la MTV Video Music Awards 2012, inclusiv premiul pentru cel mai bun artist nou.

### 2012-13:Take Me Home, turneul și filmul

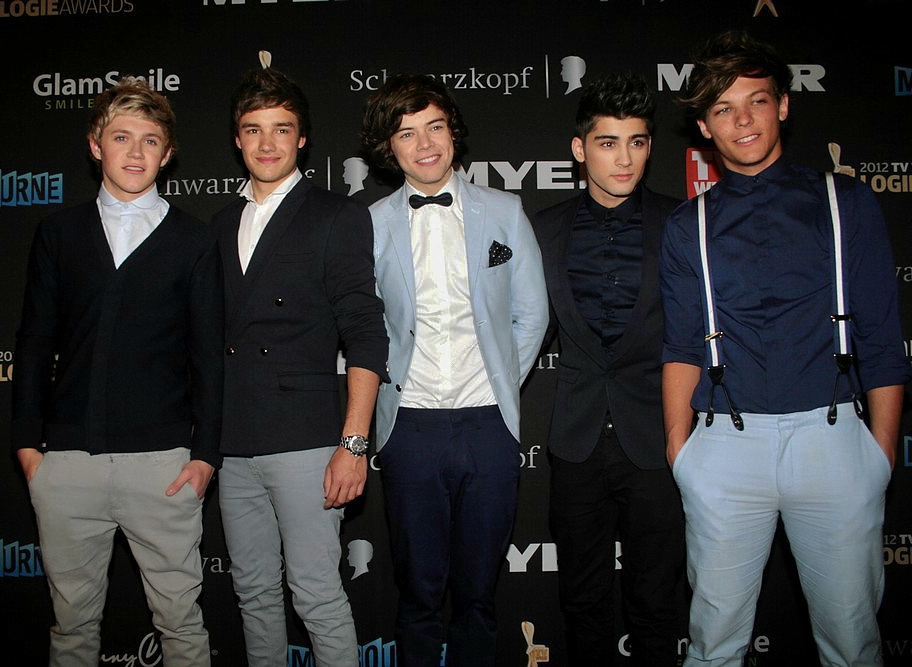
One Direction la decernarea Premiilor Logie din Melbourne, 15 aprilie 2012

Al doilea album de studio al formației, Take Me Home, a fost lansat oficial în noiembrie 2012. Ziarul The Independent a raportat în aprilie 2012 că Simon Cowell i-a provocat pe „cei mai de succes” compozitori să concureze pentru formarea albumului. În mai 2012 One Direction a început înregistrarea acestuia în Stockholm, Suedia. Principalul single, „Live While We're Young”, lansat în septembrie 2012, s-a clasat în primele zece locuri ale principalelor clasamente muzicale din lume și a înregistrat în SUA cea mai mare cifră de vânzări din prima săptămână de deschidere pentru o piesă a unui artist străin. Datorită faptului că albumul și cel de-al doilea single, „Little Things”, au debutat simultan pe primul loc în Regatul Unit, One Direction a devenit cel mai tânăr act din istoria clasamentului britanic care să realizeze această performanță. Take Me Home a fost vândut în 540.000 de copii în prima săptămână în SUA și a debutat pe prima poziție în Billboard 200, dar și în alte topuri din treizeci și patru de țări. Albumul Up All Night a devenit al treilea cel mai bine vândut album din 2012 în SUA, iar Take Me Home al cincelea, One Direction fiind primul act cu două albume clasate în primele cinci locuri anuale din era Nielsen SoundScan. La nivel global, Up All Night a fost al treilea cel mai bine vândut album, iar Take Me Home al patrulea, fiind distribuite în 4,5 milioane și respectiv 4,4 milioane de unități.
One Direction a interpretat piesa „Little Things” la Royal Variety Performance din 2012, în prezența reginei Elisabeta a II-a și a susținut un concert „cu casa închisă” la Madison Square Garden din New York pe 3 decembrie 2012. În februarie 2013 formația a lansat o versiune preluată a pieselor „One Way or Another”, „Teenage Kicks” și „One Way or Another (Teenage Kicks)”, cea din urmă devenind melodia emisiunii caritabile Comic Relief, difuzată de BBC. Trupa a interpretat piesa la Premiile BRIT 2013, unde a câștigat nou-creatul Premiu pentru Succes Global. În plus, Official Charts Company a raportat că One Direction a vândut 2.425.000 de discuri în Regatul Unit până în februarie 2013. Trupa a pornit în cel de-al doilea turneu muzical internațional în februarie 2013, numit Take Me Home Tour. Acesta constă în peste 100 de concerte în Europa, America de Nord și Australasia. În Australia și Noua Zeelandă, toate cele 190.000 de biletele vândute au adus încasări de 15,7 milioane USD. În plus, Sony Pictures Entertainment a anunțat în noiembrie 2012 un film biografic 3D despre grup se află în producție. Filmul este regizat de Morgan Spurlock, produs de Spurlock, Ben Winston, Adam Milano și Cowell și va fi lansat de TriStar Pictures pe 30 august 2013.

### 2013-14:Midnight MemoriesșiThis Is Us
La data de 30 august 2013 TriStar Pictures a lansat One Direction: This Is Us, un documentar 3D care conține și filmarea unui concert. Acesta a fost regizat de Morgan Spurlock și produs de Spurlock, Ben Winston, Adam Milano și Simon Cowell. Tema muzicală a filmului este „Best Song Ever”, lansat la 22 iulie 2013. „Best Song Ever” a fost piesa principală a celui de-al treilea album de studio al formației, Midnight Memories. Filmul s-a bucurat de încasări mari, ajungând în vârful topurilor britanice și americane și strângând peste 60 de milioane de dolari la nivel mondial. A devenit al patrulea film despre un concert ca încasări.

### 2014-15:Fourși plecarea lui Zayn Malik

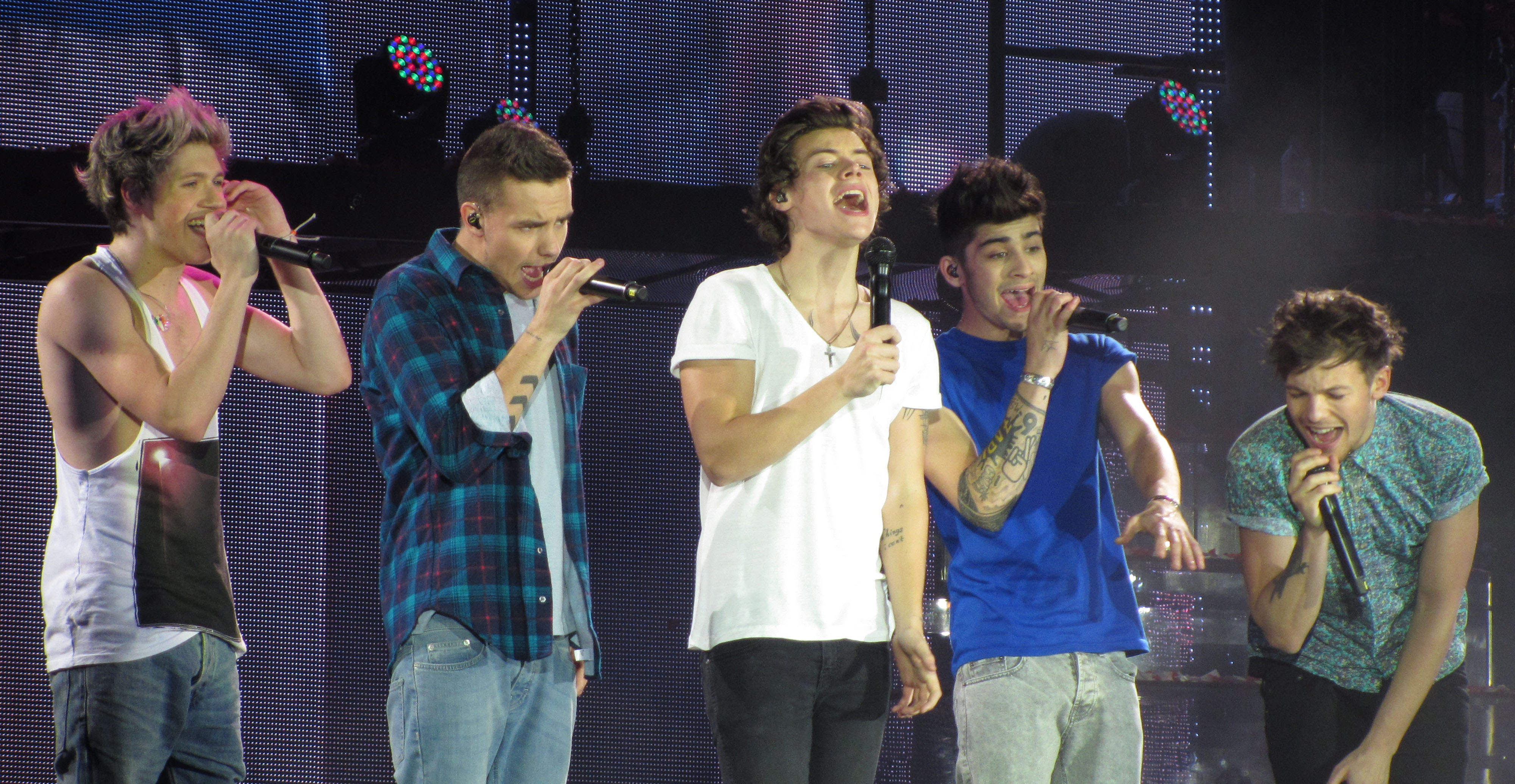
One Direction în cadrul turneului Take Me Home în 2013

La abandonarea trupei artistul spune: "Părăsesc trupa deoarece doresc să fiu un om normal de 22 de ani care se poate relaxa și să aibă puțină intimitate în afara atenției". Artistul a început recent o carieră solo și urmează să lanseze un album intitulat "Real me".
Artistul și-a numit fandomul 'Zquad'.

### 2015-16:Made in the A.M.și pauza
La data de 31 iulie 2015, trupa a lansat „Drag Me Down” fără niciun material de promovare sau anunț. Discul single este primul extras pe single de pe cel de-al cincilea material discografic de studio, Made in the A.M., iar primul material lansat al grupului după plecarea lui Malik. După lansare, a fost dezvăluit faptul că grupul va lua o pauză în 2016. La data de 22 septembrie, titlul pentru cel de-al cincilea material discografic de studio, Made in the A.M., a fost anunțat în mod oficial, împreună cu lansarea discului promoțional „Infinity”. Grupul a început să dezvăluie lista cântecelor pe Snapchat la care a fost confirmată mai târziu prin intermediul iTunes. Albumul a fost lansat la data de 13 noiembrie. La decernarea premiilor American Music Awards la data de 22 noiembrie 2015, One Direction a câștigat premiul pentru „Artistul Anului” pentru al doilea an consecutiv. Louis Tomlinson a confirmat mai târziu că pauza va fi de aproximativ 18 luni. La data de 13 decembrie, One Direction au cântat în finala lui X Factor. Ultimele lor interpretări la televiziune ca un grup, înainte de pauza lor, a fost la Dick Clark's New Year's Eve la data de 31 decembrie 2015.
La data de 13 ianuarie 2016, Us Weekly a publicat un raport susținând că pauza grupului ar deveni o ruptură permanentă, cu o „sursă” citând că fiecare dintre cei patru membrii al grupului rămași nu a reînnoit contractele lor de la competiția On the Road Again Tour în octombrie 2015. Reprezentanții  grupului au negat raportul-spus într-o declarație din Billboard, declarând, „nu s-a schimbat nimic în ceea ce privește planurile de pauză al grupului, și totul va fi dezvăluit în timpul potrivit din gurile proprii ale membrilor trupei.”

## Stil muzical
Up All Night (2011) este în principal un album pop care conține elemente teen pop, dance-pop, pop rock și șpower pop, dar și influențe electropop și rock. Robert Copsey de la Digital Spy a descris albumul ca o „colecție de pop rock cu refrenuri criminale”, în timp ce The New York Times a considerat că este „plin de pop rock ușor, vesel și uneori inteligent.” Jason Lipshutz de la Billboard a recunoscut că albumul demonstrează o originalitate în sunet care a fost „necesară pentru revitalizarea mișcării trupei de băieți”. Piesele „One Thing” și „What Makes You Beautiful” s-au remarcat în special pentru genurile power pop și pop rock, pentru riffurile de chitară și refrenurile „puternice”.

## Imagine publică

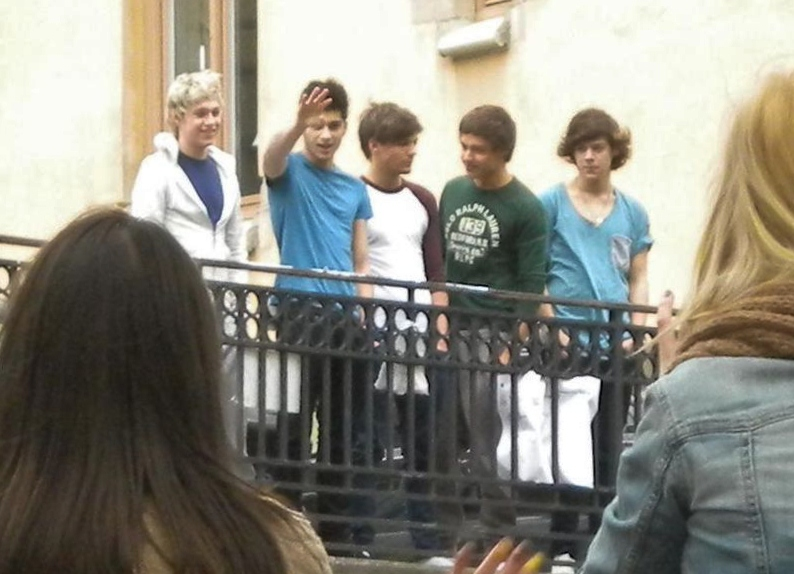
One Direction salutându-și fanii din Stockholm, mai 2012

Neil McCormick de la The Daily Telegraph a publicat un articol despre natura succesului formației în America de Nord, menționând că americanii au lăsat un gol în piață. Acesta a scris că l-a luat în evidență pe Justin Bieber pentru a demonstra că încă există o piață pentru „[...] băieți drăguți care pledează pentru dragostea de cățeluș. Și ce ar putea fi mai bun decât un băiat drăguț, dacă nu cinci ?” One Direction a fost descrisă ca aducând renașterea în conceptul trupei de băieți și ca făcând parte dintr-o nouă „invazie britanică” în SUA. Bill Werde, un reprezentant al revistei Billboard, a comentat: „Există o mulțime de posibilități aici, există o mulțime de suișuri, acel nivel de talent cu aceste tipuri de aspecte, este într-adevăr o furtună perfectă pentru un fenomen masiv, masiv de succes.”
Sonny Takhar, directorul executiv al Syco Music, a atribuit succesul internațional puterii rețelelor de socializare. „Uneori simți vedeta melodiei, dar aici nu este așa - este actul.” El a mai menționat: „E un moment real. Media socială a devenit noul radio, niciodată nu a rupt un act la nivel global ca acesta înainte.” Will Bloomfield, managerul grupului, a adăugat: „Tipii ăștia trăiesc online, la fel și fanii lor.” Contul de Twitter al formaței a adunat 10 milioane de fani începând cu februarie 2013, la o medie de 21.000 pe zi.
Fiecare membru este cunoscut pentru o trăsătură caracteristică: Horan este „drăguț”, Malik este „liniștit și misterios”, Payne este „sensibil”, Styles este „fermecător”, iar Tomlinson este „amuzant”. Horan a comentat despre One Direction ca fiind o formație de băieți: „Oamenii cred că o formație de băieți trebuie doar să ridice mâinile în aer cu toți îmbrăcați într-o singură culoare. Suntem băieți într-o trupă. Încercăm să facem ceva diferit de ceea ce oamenii ar crede că este tipic pentru o formație de băieți. Încercăm să facem diferite tipuri de muzică și să fim noi înșine, nu niște impecabili.”

## Membri

### Niall Horan

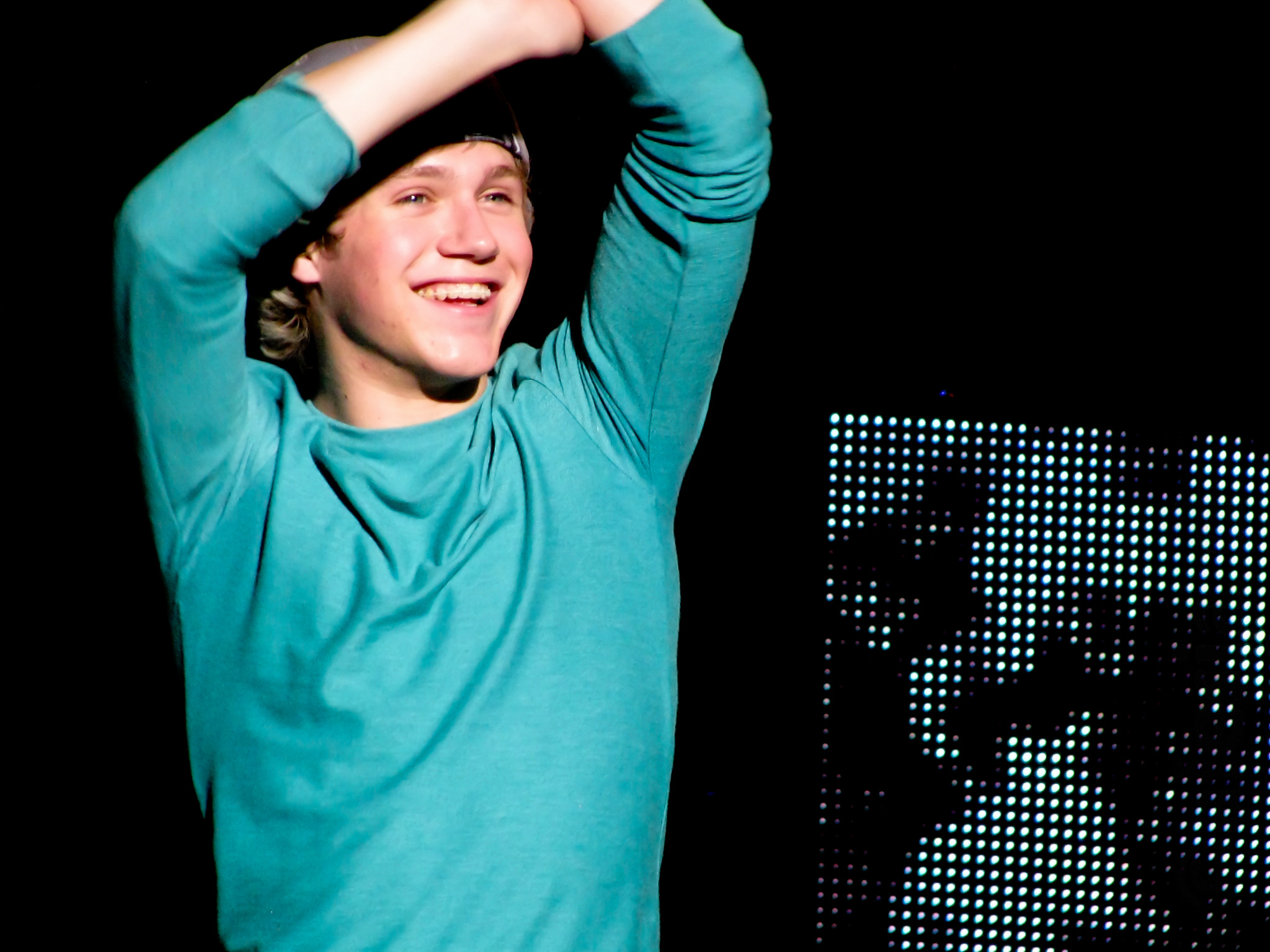
Niall Horan

Niall James Horan s-a născut pe 13 septembrie 1993 (31 de ani) în Mullingar, Westmeath, Irlanda, fiind fiul lui Maura Gallagher și Bobby Horan. El are un frate mai mare pe nume Greg. După ce părinții lor au divorțat în 1998, Niall și Greg au trăit între cele două case pentru câțiva ani, iar în cele din urmă au decis să locuiască cu tatăl lor în Mullingar. Horan a studiat la Coláiste Mhuire, un liceu catolic de băieți, unde a făcut parte din corul școlii alături de care cânta în preajma Crăciunului.
Înainte de a participa la The X Factor, Niall a cântat în țara natală, inclusiv un act de sprijin pentru Lloyd Daniels la Dublin. El a învățat să cânte la chitară încă din copilărie. Horan a declarat că este fan al muzicii swing și rock, citând artiști și formații precum Frank Sinatra, Dean Martin, Michael Bublé, Eagles, Bon Jovi și The Script.

### Liam Payne

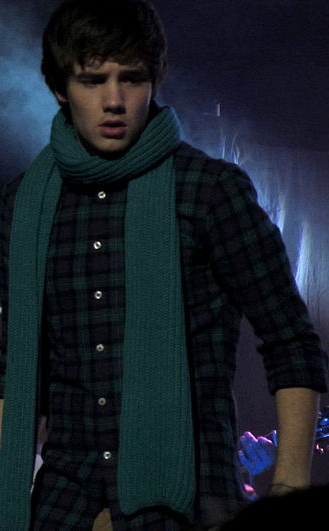
Liam Payne

Liam James Payne s-a născut pe 29 august 1993 (31 de ani) în Wolverhampton, West Midlands, Anglia. El este fiul lui Karen și Geoff Payne și are două surori mai mari pe nume Ruth și Nicola. Până la vârsta de patru ani Payne a urmat mai multe teste efectuate în spital deoarece medicii au observat că unul dintre rinichii lui era disfuncțional. Pentru a face față durerii el făcea 32 de injecții în braț dimineața și seara.
Payne a participat în 2008 la audițiile pentru cel de-al cincilea sezon al emisiunii The X Factor, pe când avea paisprezece ani. El a ajuns în casele juriului, dar Cowell a crezut că nu era pregătit pentru concurs și l-a rugat să revină peste doi ani. Payne a declarat că printre artiștii care l-au influențat se numără Justin Timberlake și Gary Barlow din trupa Take That. El a cântat la un moment dat în fața a 26.000 de oameni la un meci de fotbal al echipei Wolverhampton Wanderers FC.

### Harry Styles

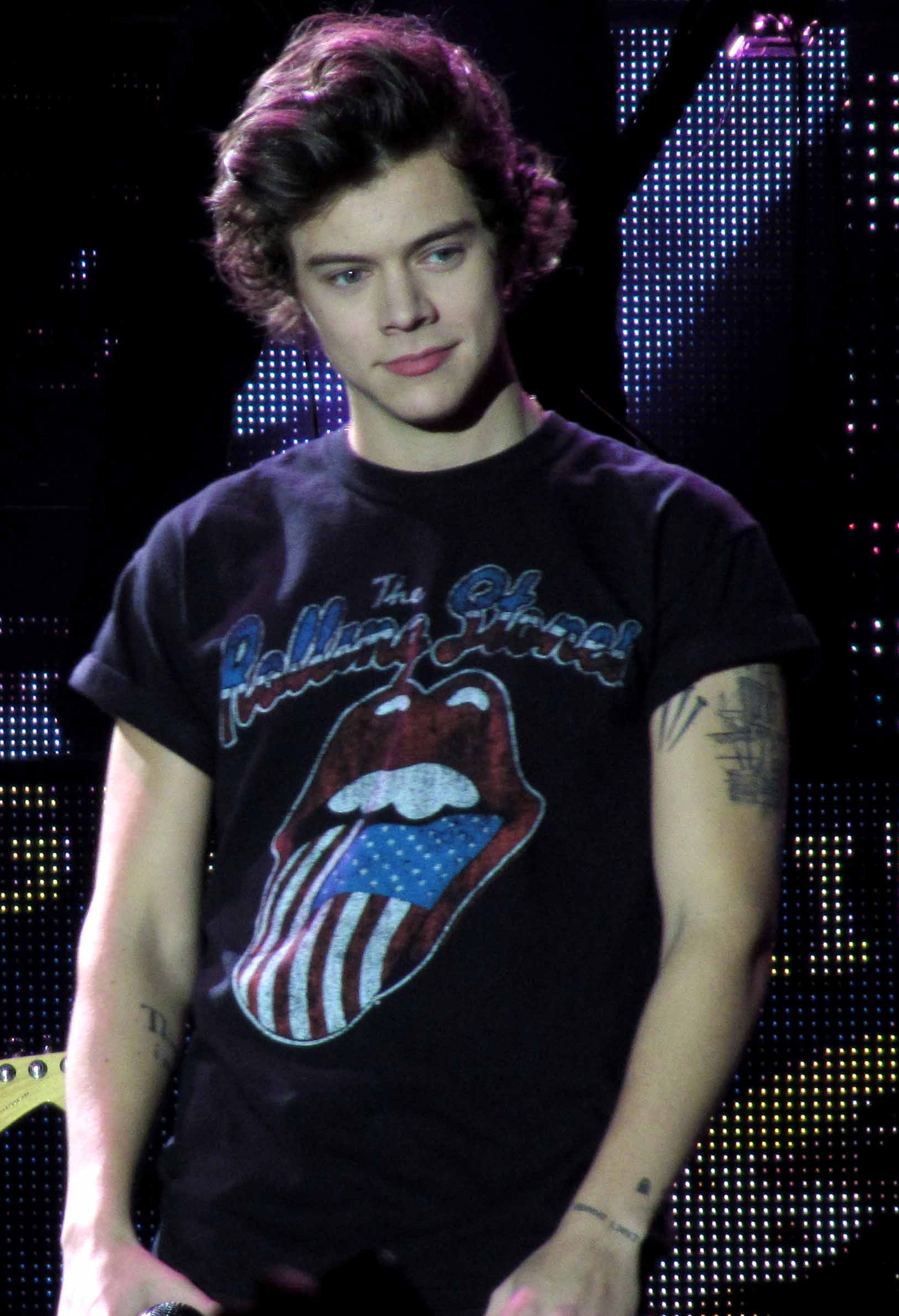
Harry Styles

Harold Edward Styles s-a născut pe 1 februarie 1994 (31 de ani) în Holmes Chapel, Cheshire, Anglia. El este fiul lui Anne Cox și Des Styles și are o soră mai mare pe nume Gemma. După ce părinții s-au despărțit în 2001, Harry și Gemma s-au mutat alături de mama lor care s-a recăsătorit. La vârsta de doisprezece ani el a revenit în Holmes Chapel, unde a lucrat cu jumătate de normă la brutăria W. Mandeville, înainte să participe la The X Factor.
Styles a fost solistul trupei White Eskimo, formată din chitariștii Haydn Morris, Nick Clough și bateristul Will Sweeny, alături de care a câștigat competiția „Battle of the Bands”. El a început să cânte încă din copilărie, menționând că a fost influențat de Elvis Presley, Foster the People, Coldplay și Kings of Leon. Styles a declarat că emisiunea The X Factor i-a oferit „mai multă” încredere ca interpret, adăugând că de mic a fost atras de muzica formației The Beatles.

### Louis Tomlinson

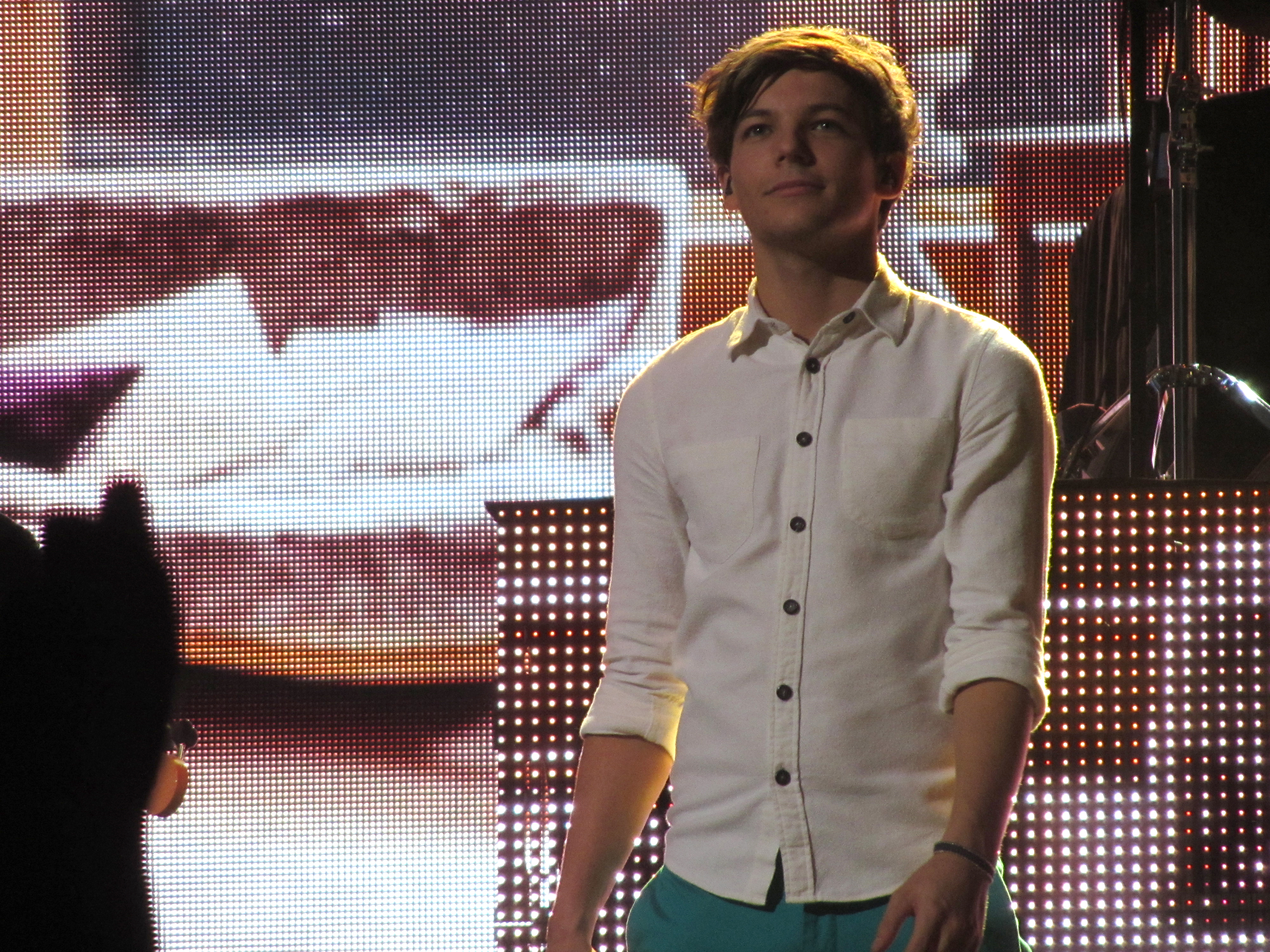
Louis Tomlinson

Louis William Tomlinson (Louis Troy Austin la naștere) s-a născut pe 24 decembrie 1991 (33 de ani) în Doncaster, South Yorkshire, Anglia. După ce părinții lui, Johannah Poulston și Troy Austin, s-au despărțit când era mic, Louis a luat numele tatălui său vitreg, Mark Tomlinson. El are cinci surori vitrege mai mici, dintre care două au jucat în serialul britanic de televiziune Fat Friends. El a urmat o școală de actorie în Barnsley, iar apoi a avut roluri secundare în filmul If I Had You, difuzat de ITV1 și serialul Waterloo Road, difuzat de BBC. El este fost elev al „Hayfield School” și „Hall Cross School” din Doncaster. Tomlinson a mărturisit că a picat primul său examen de la Hayfield School, fiind nevoit să se întoarcă la Hall Cross pentru a-l da din nou. El a avut mai multe slujbe, printre care ospătar la stadionul echipei de fotbal Doncaster Rovers FC.
Ca student la Hall Cross, Tomlinson a jucat în mai multe producții muzicale. El a afirmat că rolul lui Danny Zuko din piesa Grease l-a motivat să participe la audițiile pentru concursul The X Factor. Tomlinson îl consideră pe Robbie Williams idolul său și cel care l-a influențat cel mai mult, declarând într-un interviu pentru revista britanică NOW: „Mereu l-am iubit [pe Robbie]. Este așa de obraznic, poate scăpa cu orice. Piesele sale sunt incredibile.” El îl admiră de asemenea și pe cântărețul britanic Ed Sheeran, pe care îl numește „fenomenal”.

### Zayn Malik

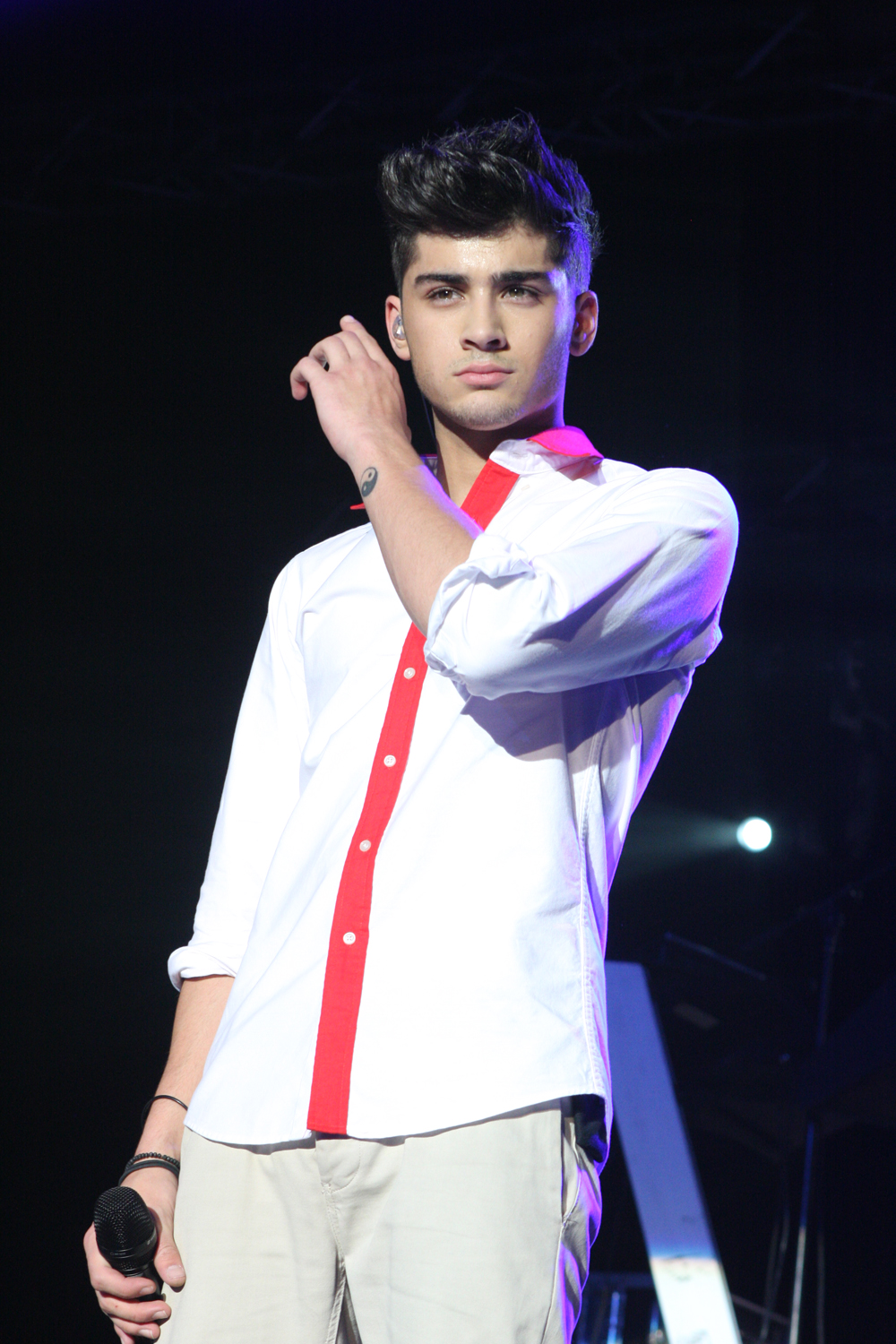
Zayn Malik

Zain Javadd „Zayn” Malik s-a născut pe 12 ianuarie 1993 (32 de ani) în Bradford, West Yorkshire, Anglia. Tatăl său, Yaser, este de origine pakistaneză, iar mama, Tricia Malik (născută Brannan), este engleză. El are o soră mai mare pe nume Doniya și două mai mici: Waliyha și Safaa. Malik și-a petrecut copilăria în East Bowling, unde a studiat la „Lower Fields Primary School” și apoi la „Tong High School”. Datorită originii sale mixte, el nu s-a încadrat în primele două școli, declarând că după ce s-a mutat la vârsta de doisprezece ani a început să fie mândru de aspectul său.
La audițiile pentru concursul The X Factor Malik a declarat: „Eram în căutarea unei experiențe”. El a menționat că a fost influențat de muzica urbană, în special de R&B și rap. La fel ca și ceilalți membri ai formației, el îl consideră pe Bruno Mars un „colaborator de vis”. Malik este dependent de fumat; la sfârșitul anului 2011 și-a exprimat dorința de a renunta la acest viciu. Malik este musulman, iar la un moment dat a scris pe contul său de Twitter: „La ila ha ill lalla ho muhammed door rasoolalah”, expresie cunoscută ca o declarație de credință în rândul musulmanilor care se traduce: „Nu există alt Dumnezeu în afară de Allah, iar Mahomed este trimisul lui Allah.”

## Premii și nominalizări
În 2011, One Direction a câștigat 3 premii din cadrul 4Music Awards, iar în 2012 un premiu Brit Awards și 2 premii Kids'Choice Awards. Să nu uităm și locul I pentru cel mai bun album din topul Billboard 200. Recent, au fost nominalizați în cadrul premiilor MTV Video Music Awards, unde au câștigat toate cele 3 premii.Recent,băieții,au fost nominalizați și la 3 European Music Awards.

## Discografie
Albume
- Up All Night (2011)
- Take Me Home (2012)
- Midnight Memories (2013)
- Four (2014)
- Made in the A.M. (2015)

## Filmografie
- X Factor sezonul 7
- Up All Night: The Live Tour
- One Direction: This Is Us
- One Direction: Where We Are - The Concert Film

## Turnee muzicale
- Up All Night Tour (2011–12)
- Take Me Home Tour (2013)
- Where We Are Tour (2014)
- On The Road Again (2015)

## Publicații
- One Direction: Forever Young, HarperCollins (17 februarie 2011) ISBN 978-0-00-743230-1 (în engleză)
- One Direction: The Official Annual 2012, HarperCollins (1 septembrie 2011) ISBN 978-0-00-743625-5 (în engleză)
- Dare to Dream: Life as One Direction, HarperCollins (15 septembrie 2011) ISBN 978-0-00-744439-7 (în engleză)
- One Direction: Where We Are: Our Band, Our Story: 100% Official, HarperCollins (19 November 2013) ISBN 978-0-00-748900-8